# The Masters (golf)
The Masters è uno dei quattro tornei major, i più importanti della stagione del golf professionistico maschile. È l'unico major che si disputa fin dalla prima edizione sullo stesso campo e si gioca ogni anno all'Augusta National Golf Club, in Georgia (USA), in uno dei più esclusivi club del mondo.

## Storia
Il torneo nacque nel 1934 come Augusta National Invitation Tournament per iniziativa di Bobby Jones, che fu anche il progettista del campo con Alister Mackenzie, e di Clifford Roberts, un investitore di New York. Nel 1939 il torneo mutò nome in quello attuale e dal 1940 si disputa ogni anno nella prima settimana piena di aprile. Vi partecipano i migliori professionisti di tutto il mondo e anche i dilettanti che detengono il titolo di campione degli Stati Uniti e di Gran Bretagna.
I criteri di selezione sono molto rigidi, anche più degli altri major. Questo fa sì che il numero di partecipanti si aggiri intorno ai 100 circa, contro i circa 160 degli altri tornei maggiori. Sono ammessi infatti, oltre ai passati vincitori del Masters, i vincitori delle ultime cinque edizioni degli altri major, delle ultime tre edizioni del Players Championship, i primi quattro classificati di ogni major dell'anno precedente (ma i primi 12 dell'ultimo Masters), i primi 50 classificati dell'Official World Golf Ranking dell'anno precedente e i primi 50 dell'anno in corso (alla settimana precedente il torneo), i qualificati al Tour Championship dell'anno precedente e i campioni dei tornei Amateur.
Fra i plurivincitori di questo torneo ci sono Jack Nicklaus, che l'ha vinto per 6 volte (l'ultima nel 1986, all'età di 46 anni), e Tiger Woods, che l'ha vinto 5 volte (la prima nel 1997, a 21 anni e 3 mesi, risultando così il primo giocatore di colore e il più giovane a vincere nella storia del torneo). Nel 2017 Sergio García riesce, dopo aver partecipato a 73 major senza una vittoria, a vincere il Masters battendo al playoff l'inglese Justin Rose.

## IlPar 3 Contest

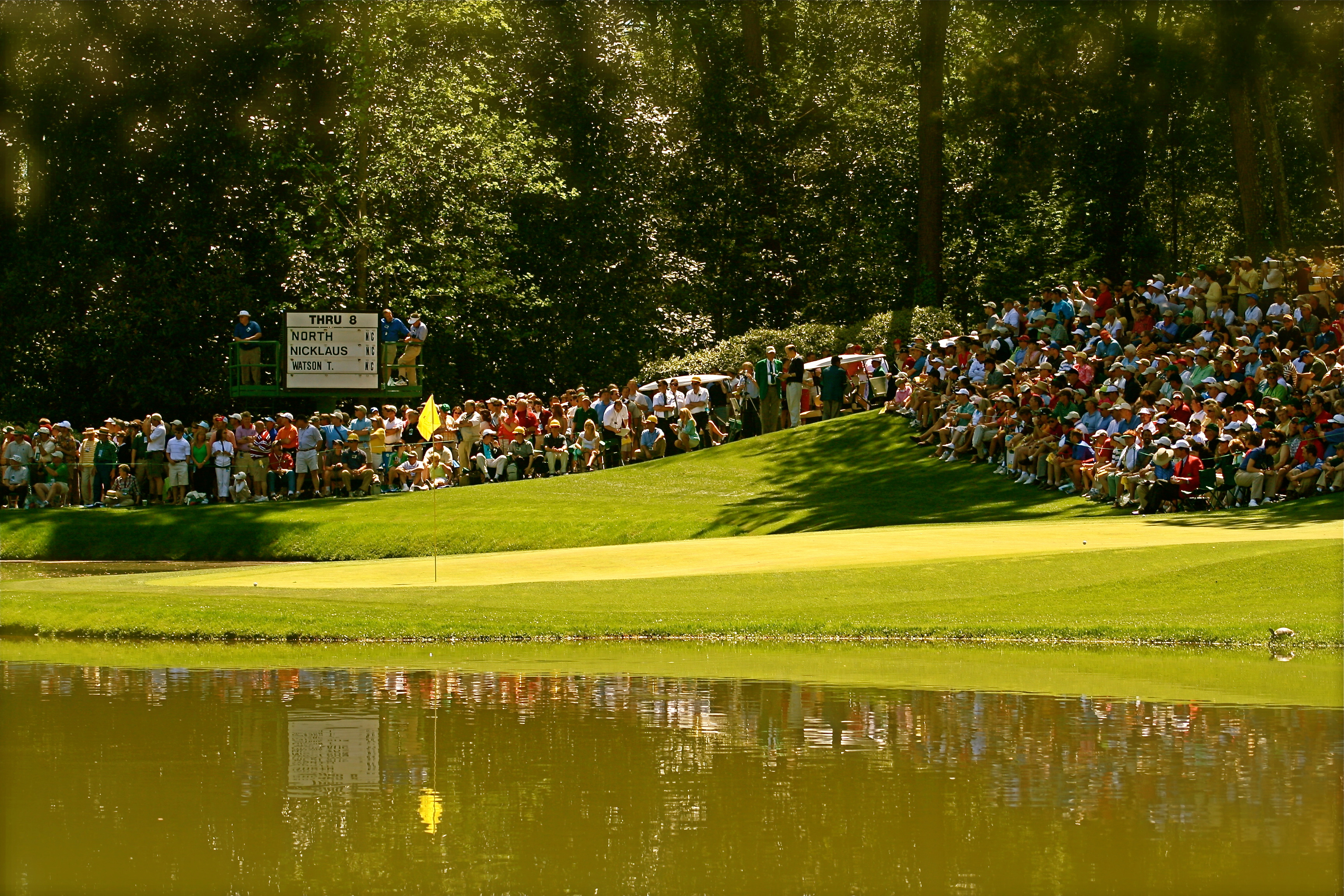
La buca 9 del percorso par 3

A partire dal 1960, il mercoledì della settimana del torneo si disputa il Par 3 Contest: è un mini-torneo su 9 buche par 3 in cui i giocatori sono spesso accompagnati da parenti, amici e fidanzati/e in veste di caddie; il vincitore è il giocatore che raggiunge il punteggio più basso alla fine delle nove buche. Si vedono spesso colpi spettacolari e numerose hole in one, tuttavia nessun vincitore del Par 3 Contest ha poi vinto il Masters.

## Buche
Il campo da golf era in passato un vivaio e ogni buca prende il nome dall'albero o dall'arbusto a cui è stata associata.
La disposizione del corso nel 2025:
La buca 12 e la buca 16 sono state tra le aree più colpite dalla rimozione degli alberi, che ha alterato la visuale e potrebbe aver avuto un impatto minore sulla direzione del vento, in particolare alla buca 12. Tuttavia, il layout generale e le caratteristiche di gioco del campo sono rimasti sostanzialmente invariati rispetto allo scorso anno.
| Buca     | Nome                 | Iarde    | Par      |          | Buca          | Nome     | Iarde | Par |
| -------- | -------------------- | -------- | -------- | -------- | ------------- | -------- | ----- | --- |
| 1        | Tea Olive            | 445      | 4        |          | 10            | Camellia | 495   | 4   |
| 2        | Pink Dogwood         | 585      | 5        | 11       | White Dogwood | 520      | 4     |     |
| 3        | Flowering Peach      | 350      | 4        | 12       | Golden Bell   | 155      | 3     |     |
| 4        | Flowering Crab Apple | 240      | 3        | 13       | Azalea        | 545      | 5     |     |
| 5        | Southern magnolia    | 495      | 4        | 14       | Chinese Fir   | 440      | 4     |     |
| 6        | Eastern Juniper      | 180      | 3        | 15       | Firethorn     | 550      | 5     |     |
| 7        | Pampas               | 450      | 4        | 16       | Redbud        | 170      | 3     |     |
| 8        | Yellow Jasmine       | 570      | 5        | 17       | Nandina       | 440      | 4     |     |
| 9        | Carolina Cherry      | 460      | 4        | 18       | Holly         | 465      | 4     |     |
| Fuori    | Fuori                | 3,775    | 36       | Dentro   | Dentro        | 3,780    | 36    |     |
| Ricerca: | Ricerca:             | Ricerca: | Ricerca: | Ricerca: | Totale        | Totale   | 7,555 | 72  |

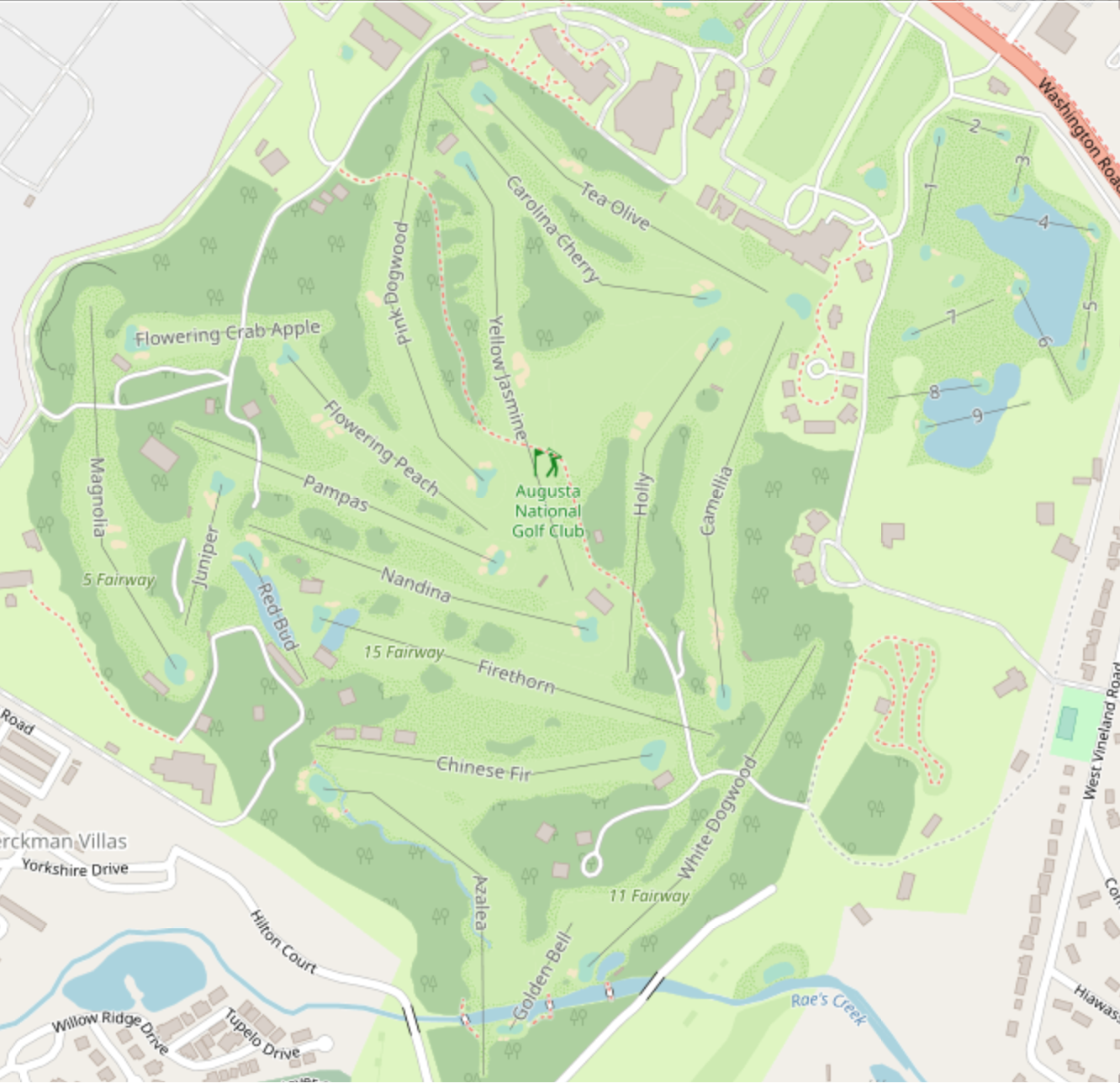
Disposizione dell'Augusta National Golf Club

Lunghezza del percorso per il Masters all'inizio di ogni decade:
| - 2022: 7 510 iarde (6 870 m) - 2020: 7 475 iarde (6 835 m) - 2010: 7 435 iarde (6 799 m) - 2000: 6 985 iarde (6 387 m) - 1990: 6 905 iarde (6 314 m) - 1980: 7 040 iarde (6 437 m) | - 1970: 6 980 iarde (6 383 m) - 1960: 6 980 iarde (6 383 m) - 1950: 6 900 iarde (6 309 m) - 1940: 6 800 iarde (6 218 m) |

## Vincitori
| Anno                                                      | Campione                | Nazionalità      | Punteggio | To par | Margine     | Montepremi ($) |
| --------------------------------------------------------- | ----------------------- | ---------------- | --------- | ------ | ----------- | -------------- |
| 2025                                                      | Rory McIlroy            | Irlanda del Nord | 277       | -11    | Playoff (1) | 4,200,000      |
| 2024                                                      | Scottie Scheffler (2)   | Stati Uniti      | 277       | -11    | 4           | 3,600,000      |
| 2023                                                      | Jon Rahm                | Spagna           | 276       | -12    | 4           | 3,240,000      |
| 2022                                                      | Scottie Scheffler       | Stati Uniti      | 278       | -10    | 3           | 2,700,000      |
| 2021                                                      | Hideki Matsuyama        | Giappone         | 278       | -10    | 1           | 2,070,000      |
| 2020                                                      | Dustin Johnson          | Stati Uniti      | 268       | -20    | 5           | 2,070,000      |
| 2019                                                      | Tiger Woods (5)         | Stati Uniti      | 275       | -13    | 2           | 2,070,000      |
| 2018                                                      | Patrick Reed            | Stati Uniti      | 273       | -15    | 1           | 1,980,000      |
| 2017                                                      | Sergio García           | Spagna           | 279       | -9     | Playoff (2) | 1,980,000      |
| 2016                                                      | Danny Willett           | Inghilterra      | 283       | -5     | 3           | 1,800,000      |
| 2015                                                      | Jordan Spieth           | Stati Uniti      | 270       | -18    | 4           | 1,800,000      |
| 2014                                                      | Bubba Watson (2)        | Stati Uniti      | 280       | -8     | 3           | 1,620,000      |
| 2013                                                      | Adam Scott              | Australia        | 279       | -9     | Playoff (2) | 1,440,000      |
| 2012                                                      | Bubba Watson            | Stati Uniti      | 278       | -10    | Playoff (2) | 1,440,000      |
| 2011                                                      | Charl Schwartzel        | Sudafrica        | 274       | -14    | 2           | 1,440,000      |
| 2010                                                      | Phil Mickelson (3)      | Stati Uniti      | 272       | -16    | 3           | 1,350,000      |
| 2009                                                      | Ángel Cabrera           | Argentina        | 276       | -12    | Playoff (3) | 1,350,000      |
| 2008                                                      | Trevor Immelman         | Sudafrica        | 280       | -8     | 3           | 1,350,000      |
| 2007                                                      | Zach Johnson            | Stati Uniti      | 289       | +1     | 2           | 1,305,000      |
| 2006                                                      | Phil Mickelson (2)      | Stati Uniti      | 281       | -7     | 2           | 1,260,000      |
| 2005                                                      | Tiger Woods (4)         | Stati Uniti      | 276       | -12    | Playoff (2) | 1,260,000      |
| 2004                                                      | Phil Mickelson          | Stati Uniti      | 279       | -9     | 1           | 1,117,000      |
| 2003                                                      | Mike Weir               | Canada           | 281       | -7     | Playoff (2) | 1,080,000      |
| 2002                                                      | Tiger Woods (3)         | Stati Uniti      | 276       | -12    | 3           | 1,080,000      |
| 2001                                                      | Tiger Woods (2)         | Stati Uniti      | 272       | -16    | 2           | 1,080,000      |
| 2000                                                      | Vijay Singh             | Figi             | 278       | -10    | 3           | 828,000        |
| 1999                                                      | José María Olazábal (2) | Spagna           | 280       | -8     | 2           | 720,000        |
| 1998                                                      | Mark O'Meara            | Stati Uniti      | 279       | -9     | 1           | 576,000        |
| 1997                                                      | Tiger Woods             | Stati Uniti      | 270       | -18    | 12          | 486,000        |
| 1996                                                      | Nick Faldo (3)          | Inghilterra      | 276       | -12    | 5           | 450,000        |
| 1995                                                      | Ben Crenshaw (2)        | Stati Uniti      | 274       | -14    | 1           | 396,000        |
| 1994                                                      | José María Olazábal     | Spagna           | 279       | -9     | 2           | 360,000        |
| 1993                                                      | Bernhard Langer (2)     | Germania         | 277       | -11    | 4           | 306,000        |
| 1992                                                      | Fred Couples            | Stati Uniti      | 275       | -13    | 2           | 270,000        |
| 1991                                                      | Ian Woosnam             | Galles           | 277       | -11    | 1           | 243,000        |
| 1990                                                      | Nick Faldo (2)          | Inghilterra      | 278       | -10    | Playoff (2) | 225,000        |
| 1989                                                      | Nick Faldo              | Inghilterra      | 283       | -5     | Playoff (2) | 200,000        |
| 1988                                                      | Sandy Lyle              | Scozia           | 281       | -7     | 1           | 183,800        |
| 1987                                                      | Larry Mize              | Stati Uniti      | 285       | -3     | Playoff (3) | 162,000        |
| 1986                                                      | Jack Nicklaus (6)       | Stati Uniti      | 279       | -9     | 1           | 144,000        |
| 1985                                                      | Bernhard Langer         | Germania Ovest   | 282       | -6     | 2           | 126,000        |
| 1984                                                      | Ben Crenshaw            | Stati Uniti      | 277       | -11    | 2           | 108,000        |
| 1983                                                      | Seve Ballesteros (2)    | Spagna           | 280       | -8     | 4           | 90,000         |
| 1982                                                      | Craig Stadler           | Stati Uniti      | 284       | -4     | Playoff (2) | 64,000         |
| 1981                                                      | Tom Watson (2)          | Stati Uniti      | 280       | -8     | 2           | 60,000         |
| 1980                                                      | Seve Ballesteros        | Spagna           | 275       | -13    | 4           | 55,000         |
| 1979                                                      | Fuzzy Zoeller           | Stati Uniti      | 280       | -8     | Playoff (3) | 50,000         |
| 1978                                                      | Gary Player (3)         | Sudafrica        | 277       | -11    | 1           | 45,000         |
| 1977                                                      | Tom Watson              | Stati Uniti      | 276       | -12    | 2           | 40,000         |
| 1976                                                      | Raymond Floyd           | Stati Uniti      | 271       | -17    | 8           | 40,000         |
| 1975                                                      | Jack Nicklaus (5)       | Stati Uniti      | 276       | -12    | 1           | 40,000         |
| 1974                                                      | Gary Player (2)         | Sudafrica        | 278       | -10    | 2           | 35,000         |
| 1973                                                      | Tommy Aaron             | Stati Uniti      | 283       | -5     | 1           | 30,000         |
| 1972                                                      | Jack Nicklaus (4)       | Stati Uniti      | 286       | -2     | 3           | 25,000         |
| 1971                                                      | Charles Coody           | Stati Uniti      | 279       | -9     | 2           | 25,000         |
| 1970                                                      | Billy Casper            | Stati Uniti      | 279       | -9     | Playoff (2) | 25,000         |
| 1969                                                      | George Archer           | Stati Uniti      | 281       | -7     | 1           | 20,000         |
| 1968                                                      | Bob Goalby              | Stati Uniti      | 277       | -11    | 1           | 20,000         |
| 1967                                                      | Gay Brewer              | Stati Uniti      | 280       | -8     | 1           | 20,000         |
| 1966                                                      | Jack Nicklaus (3)       | Stati Uniti      | 288       | E      | Playoff (3) | 20,000         |
| 1965                                                      | Jack Nicklaus (2)       | Stati Uniti      | 271       | -17    | 9           | 20,000         |
| 1964                                                      | Arnold Palmer (4)       | Stati Uniti      | 276       | -12    | 6           | 20,000         |
| 1963                                                      | Jack Nicklaus           | Stati Uniti      | 286       | -2     | 1           | 20,000         |
| 1962                                                      | Arnold Palmer (3)       | Stati Uniti      | 280       | -8     | Playoff (3) | 20,000         |
| 1961                                                      | Gary Player             | Sudafrica        | 280       | -8     | 1           | 20,000         |
| 1960                                                      | Arnold Palmer (2)       | Stati Uniti      | 282       | -6     | 1           | 17,500         |
| 1959                                                      | Art Wall Jr.            | Stati Uniti      | 284       | -4     | 1           | 15,000         |
| 1958                                                      | Arnold Palmer           | Stati Uniti      | 284       | -4     | 1           | 11,250         |
| 1957                                                      | Doug Ford               | Stati Uniti      | 283       | -5     | 3           | 8,750          |
| 1956                                                      | Jack Burke Jr.          | Stati Uniti      | 289       | +1     | 1           | 6,000          |
| 1955                                                      | Cary Middlecoff         | Stati Uniti      | 279       | -9     | 7           | 5,000          |
| 1954                                                      | Sam Snead (3)           | Stati Uniti      | 289       | +1     | Playoff (2) | 5,000          |
| 1953                                                      | Ben Hogan (2)           | Stati Uniti      | 274       | -14    | 5           | 4,000          |
| 1952                                                      | Sam Snead (2)           | Stati Uniti      | 286       | -2     | 4           | 4,000          |
| 1951                                                      | Ben Hogan               | Stati Uniti      | 280       | -8     | 2           | 3,000          |
| 1950                                                      | Jimmy Demaret (3)       | Stati Uniti      | 283       | -5     | 2           | 2,400          |
| 1949                                                      | Sam Snead               | Stati Uniti      | 282       | -6     | 3           | 2,750          |
| 1948                                                      | Claude Harmon           | Stati Uniti      | 279       | -9     | 5           | 2,500          |
| 1947                                                      | Jimmy Demaret (2)       | Stati Uniti      | 281       | -7     | 2           | 2,500          |
| 1946                                                      | Herman Keiser           | Stati Uniti      | 282       | -6     | 1           | 2,500          |
| 1943-45: Cancellati a causa della seconda guerra mondiale |                         |                  |           |        |             |                |
| 1942                                                      | Byron Nelson (2)        | Stati Uniti      | 280       | -8     | Playoff (2) | 1,500          |
| 1941                                                      | Craig Wood              | Stati Uniti      | 280       | -8     | 3           | 1,500          |
| 1940                                                      | Jimmy Demaret           | Stati Uniti      | 280       | -8     | 4           | 1,500          |
| 1939                                                      | Ralph Guldahl           | Stati Uniti      | 279       | -9     | 1           | 1,500          |
| 1938                                                      | Henry Picard            | Stati Uniti      | 285       | -3     | 2           | 1,500          |
| 1937                                                      | Byron Nelson            | Stati Uniti      | 283       | -5     | 2           | 1,500          |
| 1936                                                      | Horton Smith (2)        | Stati Uniti      | 285       | -3     | 1           | 1,500          |
| 1935                                                      | Gene Sarazen            | Stati Uniti      | 282       | -6     | Playoff (2) | 1,500          |
| 1934                                                      | Horton Smith            | Stati Uniti      | 284       | -4     | 1           | 1,500          |

Fonte:

## Premi
Il vincitore del torneo riceve una copia del Masters Trophy, che raffigura la Clubhouse del Golf club; sul basamento dell'originale, conservato presso il club, è inciso il suo nome insieme a quello del secondo classificato. Il vincitore riceve inoltre una medaglia d'oro e la famosa Green jacket, che gli viene consegnata durante la cerimonia di premiazione dal campione uscente o dal presidente dell'Augusta National se il campione uscente vince nuovamente il Major. Il vincitore avrà il diritto di tenerla con sé per tutto l'anno, riportandola al club in occasione del Masters successivo e lasciandola lì, dove potrà usarla ogniqualvolta tornerà ad Augusta. La giacca verde è la divisa ufficiale dei soci del club ed è diventata uno dei simboli del torneo. Il campione è inoltre invitato a vita a partecipare alle successive edizioni del Masters ed è invitato per i successivi cinque anni alle edizioni degli altri tre major (U.S. Open, The Open, PGA Championship) e del Players Championship; per i successivi cinque anni è inoltre automaticamente membro del PGA Tour.
Il secondo classificato, oltre ad aver il proprio nome inciso sul trofeo conservato presso il club, riceve una medaglia d'argento ed un vassoio d'argento.

## Tradizioni del torneo
Oltre alla giacca verde e al Par 3 Contest, il Masters conserva varie tradizioni. A partire dal 1952, il martedì della settimana del torneo si tiene la Champions' Dinner, ufficialmente nota come Masters Club, una cena organizzata dal campione in carica alla quale sono invitati i vincitori del passato; tipicamente i piatti sono specialità regionali del Paese del campione.
A partire dal 1963, il primo colpo del torneo è lasciato giocare ad uno dei grandi giocatori di golf. Inizialmente furono scelti Jock Hutchison e Fred McLeod, poi Byron Nelson, Gene Sarazen e Sam Snead; dal 2007 il colpo onorario è stato giocato da Arnold Palmer, che è in alcune occasioni è stato affiancato da Jack Nicklaus e Gary Player, i quali, dopo la scomparsa di Palmer nel 2016, hanno preso il suo posto a giocare il colpo d'apertura.
Fino al 1983, i caddy dovevano essere scelti tra quelli dell'Augusta National, che per tradizione erano afroamericani; dal 1983, i giocatori possono scegliere di usare il proprio caddy. Essi devono vestire una tuta bianca, un cappellino verde e scarpe da ginnastica bianche.

## Record
- Vincitore più anziano: Jack Nicklaus (46 anni, 82 giorni), 1986[8]
- Vincitore più giovane: Tiger Woods (21 anni, 104 giorni), 1997[8]
- Più volte campione: 6, Jack Nicklaus 1963, 1965, 1966, 1972, 1975, 1986[8]
- Punteggio più basso su 72 buche: 268 (-20), Dustin Johnson 2020;
- Vittoria con il margine più alto: 12 colpi, Tiger Woods, 1997[8]
- Vittoria col il punteggio più alto: 289 (+1), Sam Snead, 1954; Jack Burke, Jr., 1956; Zach Johnson, 2007[15]
- Punteggio più basso su 18 buche: 63, Nick Price, 1986; Greg Norman, 1996[15]
- Giocatore più giovane: Guan Tianlang (14 anni, 168 giorni), 2013[16]
- Miglior piazzamento di un italiano: 5°, Costantino Rocca, 1997;[17] Francesco Molinari, 2019.[18]

## Distribuzione TV

### Stati Uniti
La CBS ha trasmesso il Masters negli Stati Uniti ogni anno dal 1956, quando utilizzava sei telecamere e copriva solo le ultime quattro buche. La copertura del torneo delle prime otto buche è iniziata solo nel 1993 a causa della resistenza degli organizzatori del torneo, ma nel 2006 sono state utilizzate più di 50 telecamere.
Nel 2008, ESPN ha sostituito gli Stati Uniti come emittente della copertura anticipata. Queste trasmissioni utilizzano lo staff di produzione e i commentatori di CBS Sports, ma con la personalità di ESPN Scott Van Pelt (succedendo a Mike Tirico, che ha sostituito il ruolo simile di Bill Macatee sotto USA Network) come conduttore di studio, così come Curtis Strange come analista di studio.

### Radio
Westwood One (in precedenza Dial Global e CBS Radio) ha fornito una copertura radiofonica in diretta negli Stati Uniti dal 1956.

### Copertura internazionale
La prima copertura in diretta dell'evento nel Regno Unito risale al 1984, quando Channel 4 mandò in onda la copertura dei momenti finali del 3º e 4º round. Channel 4 ha ripetuto questo livello di copertura nel 1985. I diritti sono poi stati trasferiti alla BBC, che inizialmente ha fornito anche la copertura solo del 3º e 4º round. Con il lancio della BBC HD nel 2007, gli spettatori del Regno Unito hanno potuto guardare il campionato in quel formato. BBC Sport ha detenuto i diritti esclusivi televisivi e radiofonici fino al 2010.
Dal Masters 2011, Sky Sports ha iniziato a trasmettere tutte e quattro le giornate, oltre alla gara par 3, in HD e, per la prima volta in assoluto, in 3D. La BBC ha continuato a trasmettere la copertura in diretta dei round del fine settimana parallelamente a Sky fino al 2019, quando è stato annunciato che Sky deterrà i diritti esclusivi per la copertura in diretta di tutti e quattro i round a partire dal 2020. La BBC deterrà solo i diritti dei momenti salienti ritardati.
In Irlanda, Setanta Ireland aveva precedentemente mostrato tutti e quattro i round, e ora dal 2017 Eir Sport ha trasmesso tutti e quattro i round in diretta dopo aver trasmesso in precedenza i due round di apertura con RTÉ che trasmetteva la copertura del fine settimana.

### Biglietti
Tutti i biglietti sono venduti in anticipo e non ci sono biglietti venduti ai cancelli. Inoltre, la legge dello stato della Georgia vieta che i biglietti vengano acquistati, venduti o consegnati entro un confine di 2.700 metri attorno all'Augusta National Golf Club.